# خوزه ایراراگری
خوزه ایراراگری (انگلیسی: José Iraragorri; ۱۶ مارس ۱۹۱۲ – ۲۷ آوریل ۱۹۸۳) بازیکن فوتبال اهل اسپانیا بود.
از باشگاه‌هایی که در آن بازی کرده‌است می‌توان به باشگاه فوتبال اتلتیک بیلبائو و باشگاه ورزشی سن لورنسو آلماگرو اشاره کرد.
وی همچنین در تیم ملی فوتبال اسپانیا بازی کرده‌است.